# 로리 매캔
로리 매캔(Rory McCann, 1969년 4월 24일 ~ )은 스코틀랜드의 배우이다.

## 출연 작품
- 쥬만지: 넥스트 레벨